# Contea autonoma miao di Pingbian
La contea autonoma miao di Pingbian (屏边苗族自治县S, Píngbiān Miáozú ZìzhìxiànP) è una contea della Cina, situata nella provincia di Yunnan e amministrata dalla prefettura autonoma hani e yi di Honghe.